# Paradezimmer
Als Paradezimmer (auch Prunkraum) bezeichnet man eine Abfolge von Räumen in Schlössern und Residenzen, die hauptsächlich der Repräsentation dienten und in der Regel nicht oder nur selten bewohnt wurden.
Der Wunsch nach Repräsentation entwickelte sich bereits im Schlossbau der Renaissance. Im Barock wurde er prägend für das Selbstbewusstsein der absolutistischen Fürsten, und die Entwicklung der Enfilade ist untrennbar mit dem Erscheinungsbild der barocken Schlösser verbunden. In den Paradezimmern sollten Besucher – ob Botschafter oder Bittsteller – empfangen und von der Größe der Räume und dem Reichtum ihrer Bewohner beeindruckt werden. Meist staffelten sich die Räume. Auf Empfangssäle folgten Gemälde- und Spiegelgalerien, und die Salons wurden größer und üppiger, je näher sie zum Fürsten führten.
Fast immer führen die Zimmerfluchten zu einem großen Festsaal oder in ein Prunkschlafzimmer. Wie an einer Perlenkette aufgereiht, liegen die Räume hintereinander. Ihre Dekoration ist entweder politischen oder wirtschaftlichen Erfolgen des jeweiligen Fürsten gewidmet oder nimmt Themen der Mythologie auf.
Eine der berühmtesten Fluchten von Paradezimmern befindet sich im Schloss Versailles, wo der Herkulessalon über das Appartement der Planeten zum Kriegssalon, anschließend zur Spiegelgalerie und von dort zum Schlafzimmer des Sonnenkönigs führt.
Den Paradezimmern stehen in der Regel die intimeren Appartements entgegen. Die Räume, die bewohnt wurden, waren der besseren Heizbarkeit wegen meist kleiner und mehr den menschlichen Dimensionen angepasst.